# Infiniti M45
Der Infiniti M45 ist eine von der japanischen Automobilmarke Infiniti von 2003 bis 2010 in zwei Generationen gebaute Limousine der oberen Mittelklasse. Er basiert auf dem japanischen Nissan Gloria/Cedric bzw. Nissan Fuga und wurde vornehmlich in den USA angeboten. In der zweiten Generation gab es auch einen schwächer motorisierten Infiniti M35.

## 1. Generation (Y34, 2002–2004)
Der erste Infiniti M45 wurde im Nissan Technical Center (NTC) in Atsugi (Japan) entwickelt und ab 2002 im Nissan-Werk in Tochigi produziert. Der M45 basiert auf dem 1999 erschienenen Nissan Gloria/Cedric der elften Generation, der in Japan verkauft wurde. Im Gegensatz zu den japanischen Modellen, die nur mit 6-Zylinder-Ottomotoren erhältlich waren, wurde der M45 ausschließlich von Nissans 4,5-Liter-VK45DE-V8-Ottomotor angetrieben, der hier 345 PS (254 kW) bei 6400/min leistet und ein maximales Drehmoment von 451 Nm über ein Fünfgang-Automatikgetriebe an die Hinterräder überträgt. Mit dem M45 erweiterte Nissan die Verwendung des V8-Motors, der bisher ausschließlich in Infinitis Flaggschiff Q45 zum Einsatz kam, und konnte so die Entwicklungskosten für den Motor besser amortisieren.
Zusätzlich zu den Unterschieden im Antriebsstrang des Gloria verwendet der M45 ein anderes Design der Instrumententafel, ähnlich dem des Q45, sowie eine andere Konstruktion der hinteren Mehrlenkeraufhängung. Diese ähnelt der Hinterradaufhängung des Nissan 350Z, bei der die Feder unabhängig vom Federbein montiert ist und direkt auf dem Unterlenker in einem Federteller sitzt.

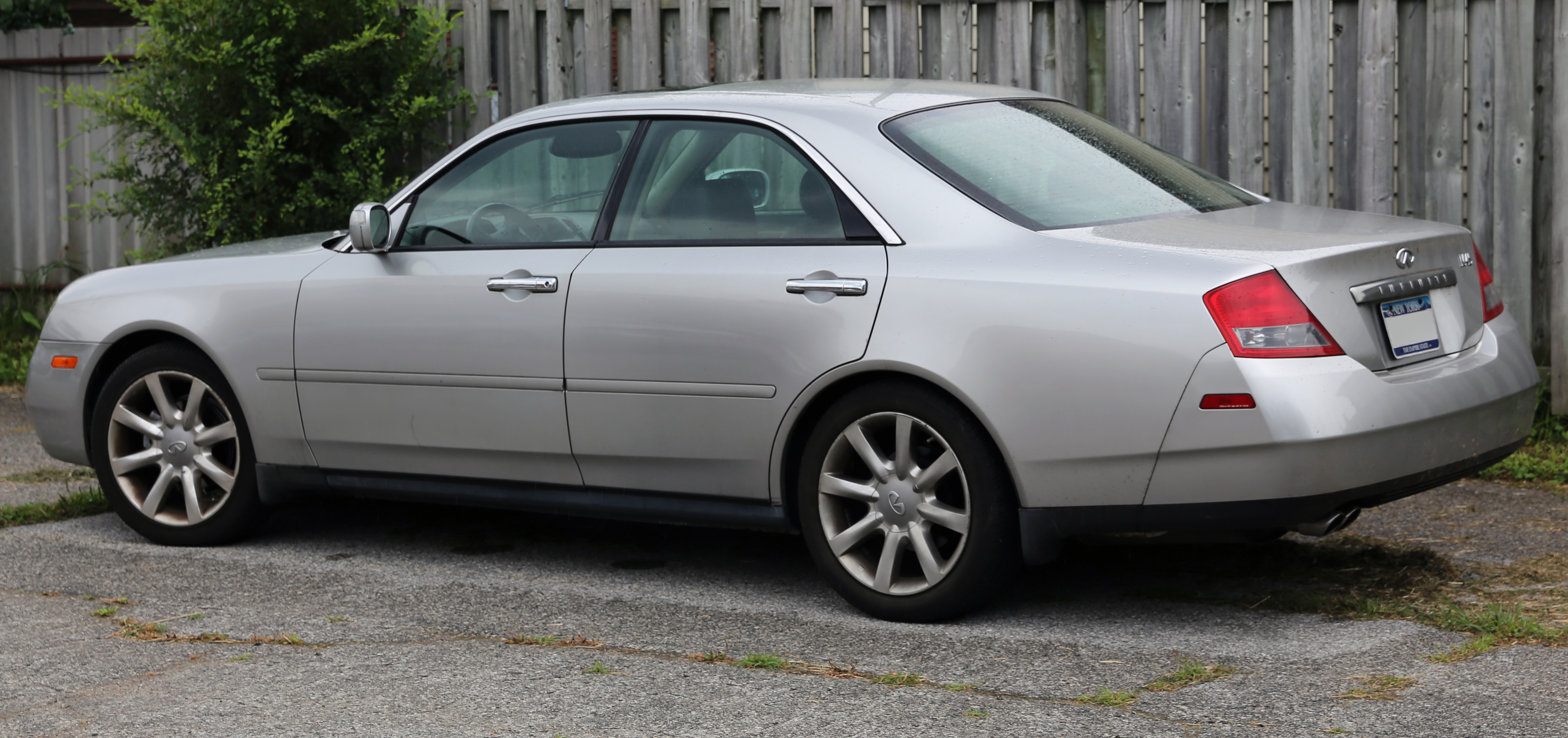
Heckansicht

## 2. Generation (Y50, 2005–2010)
Für das Modelljahr 2006 brachte Infiniti einen neu gestalteten Infiniti M45 heraus, der im Februar 2005 auf den Markt kam und in Japan als Nissan Fuga vermarktet wurde. Zusätzlich gab es nun auch ein Modell mit 3,5-Liter-Motor, der als Infiniti M35 verkauft wurde. Da der Q45 nach dem Modelljahr 2006 nicht mehr aus Japan exportiert wurde, wurde der M45 ab diesem Zeitpunkt das Flaggschiff von Infiniti.
Der neue Infiniti M nutzte eine versteifte Version der Nissan FM-Plattform, die er mit dem G35/350Z/FX teilte, und war mit dem 284 PS (209 kW) starken 3,5-Liter-V6-Ottomotor der VQ-Serie im M35 oder dem 340 PS (250 kW) starken 4,5-Liter-V8 des Q45 erhältlich. Außerdem gab es fortan auch Modelle mit Allradantrieb, die als M35x bzw. M45x vermarktet wurden. Das verwendete System (ATTESA-ETS) überträgt hierbei die gesamte Kraft auf die Hinterräder, bis Schlupf erkannt wird.
Der M war mit 5069 mm zwar 177 mm kürzer als der letzte Q45, bot aber mehr Platz im Innenraum, mehr Leistung, eine Mehrlenkerachse hinten und eine Doppelquerlenkerachse vorne, eine verbesserte Ergonomie sowie einen 30 mm längeren Radstand.

### Facelift
Für das Modelljahr 2008 erhielt der Infiniti M ein Facelift mit überarbeiteter Front- und Heckschürze, geänderten Rückleuchten und neu gestalteten blau leuchtenden Instrumenten. Außerdem bot Infiniti für den M45/M45x eine S-Version an, die dem bisherigen Sport-Modell ähnelte. Zu den weiteren Neuerungen des 2008er Modells gehörten eine Touchscreen-Festplatten-Navigation, iPod-Integration und eine Musik-Festplatte.
Für 2009 erhielt der M35 einen neuen V6-Motor, der 307 PS (226 kW) leistete und ein maximales Drehmoment von 355 Nm über ein 7-Gang-Automatikgetriebe übert. Der M35x, M45 und M45x von 2009 behielten das Fünfgang-Automatikgetriebe bei.

Im Jahr 2010 wurde der Infiniti M35/M45 vom neuen Infiniti M der Serie Y51 ersetzt.

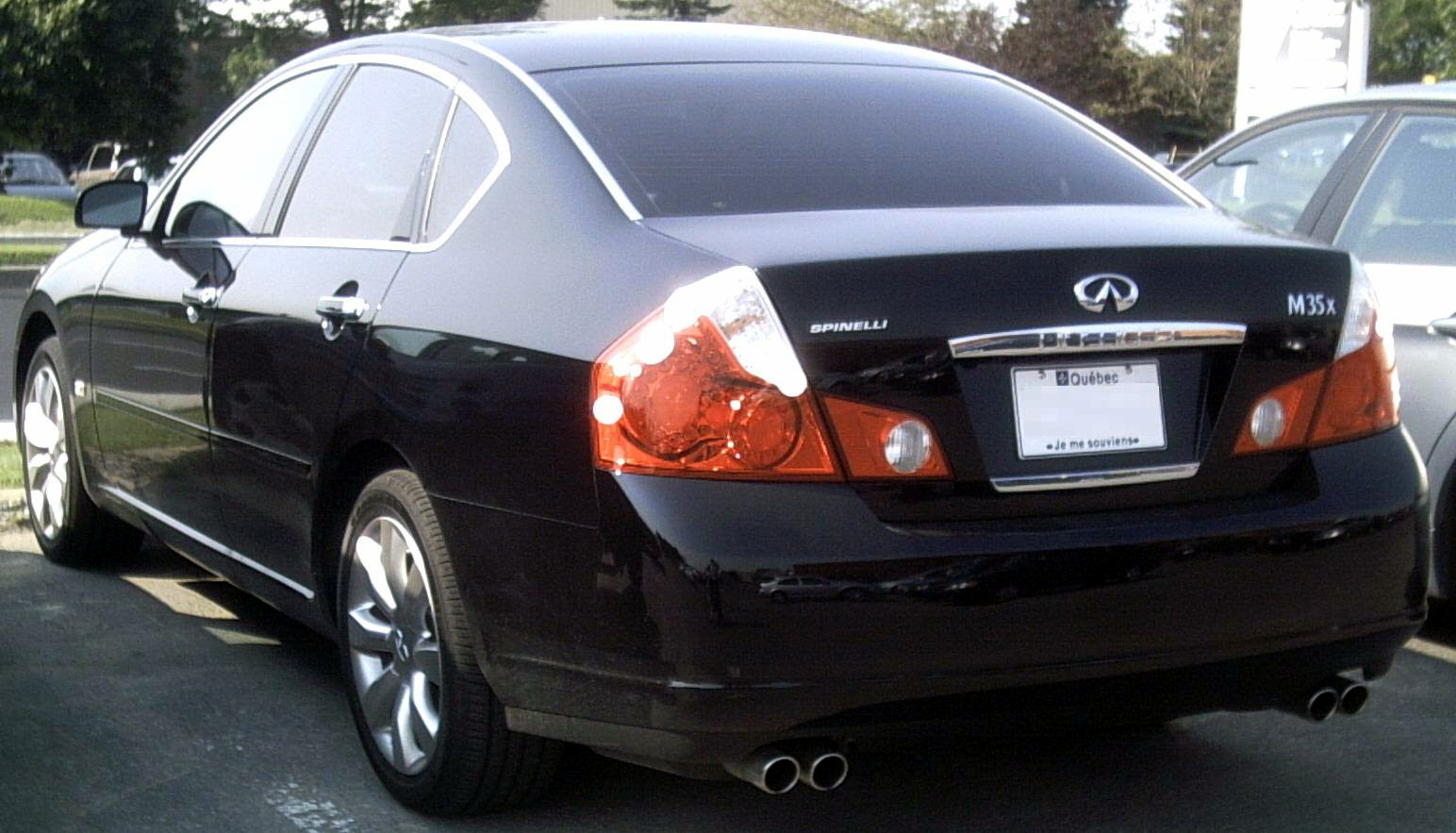
Heckansicht M35x
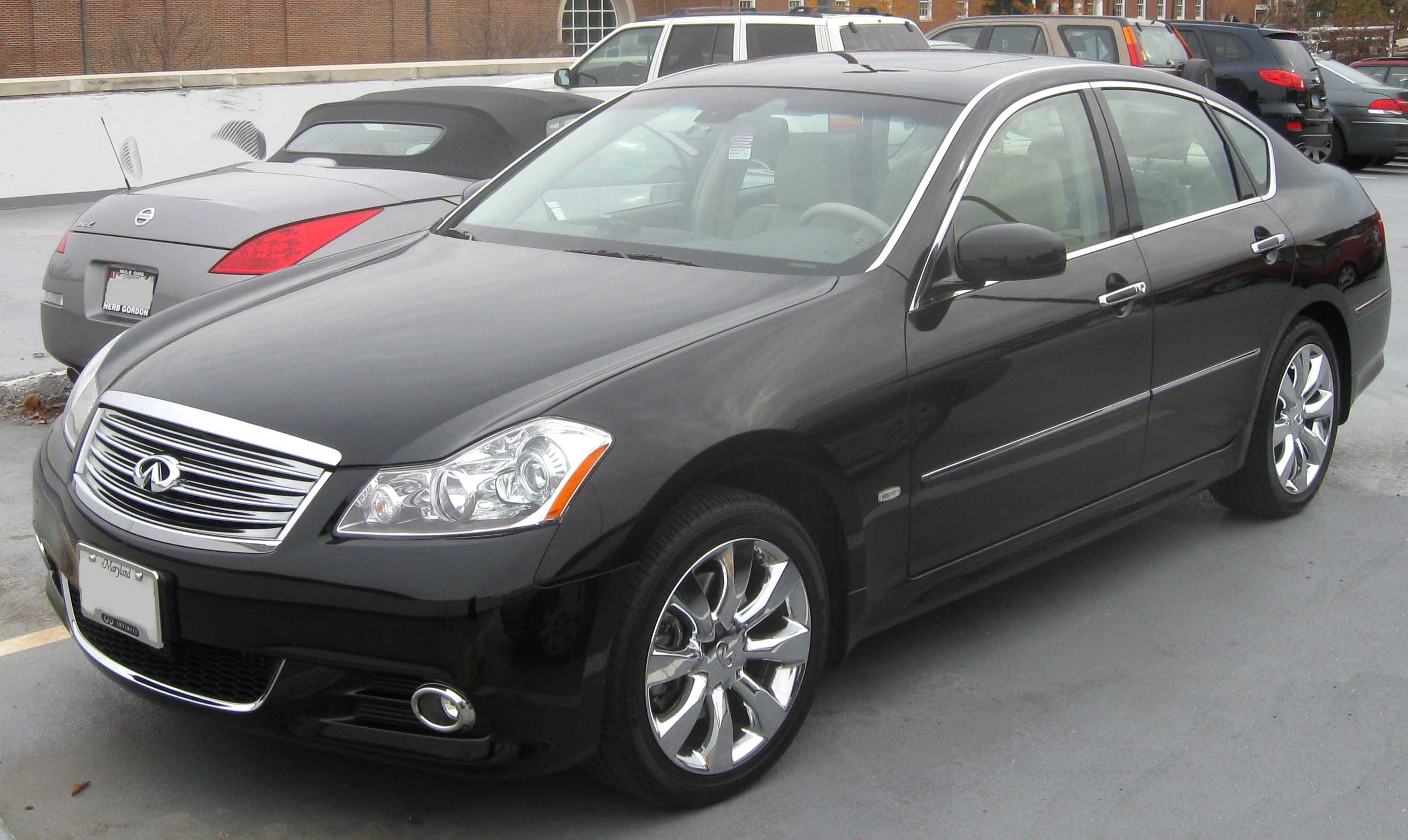
Facelift (2008–2010)